# 홍백이 태어난 날
《방송 90년 드라마 홍백이 태어난 날》(放送90年ドラマ 紅白が生まれた日)은 NHK 종합 텔레비전에서 2015년 3월 21일에 방송된 일본 텔레비전 드라마이자 특별 프로그램이다. 주연은 마츠야마 켄이치가 맡았다.
종전된지 얼마지나지 않는 1945년 (쇼와 20년) 오미소카에 NHK에서 방송된 후 《NHK 홍백가합전》의 전신이 된 라디오 프로그램 《홍백음악시합》을 맡은 연출가를 주인공으로 그리는 드라마이다. 출장 가수의 등장인물은 미치코 나미키 등 실제 인명으로 등장한다.
이 드라마는 4K으로 제작되었으며, 가나가와현 요코하마시에서 위치한 미도리야마 스튜디오 시티, 도치기현에서 2015년 1월 초순부터 하순까지 촬영되었다.

## 관련 상품
DVD
2015년 11월 27일, NHK 엔터프라이즈에서 발매. 본편 73분 + 특전 5분, 지역 코드는 2. 특전 영상으로 miwa 〈사과의 노래〉, 오오조라 유히 〈페마탱고〉가 풀 버전으로 수록.

## 같이 보기
- 콘도 츠모루 - 실제 《홍백음악시합》 및 《NHK 홍백가합전》의 감독을 맡은 당시의 NHK 직원.